# Jean-Luc Servino
 (décembre 2023).
L'article doit être relu — et modifié si nécessaire — par des contributeurs indépendants pour apporter un regard critique aux contributions effectuées en violation des conditions d'utilisation de Wikipédia, tant sur la forme (notamment concernant le style encyclopédique, la proportionnalité) que sur le fond (la neutralité de point de vue, la qualité et l'indépendance des sources).
 (décembre 2023).
La mise en forme du texte ne suit pas les recommandations de Wikipédia : il faut le « wikifier ».
Les points d'amélioration suivants sont les cas les plus fréquents. Le détail des points à revoir est peut-être précisé sur la page de discussion.
- Les titres sont pré-formatés par le logiciel. Ils ne sont ni en capitales, ni en gras.
- Le texte ne doit pas être écrit en capitales (les noms de famille non plus), ni en gras, ni en italique, ni en « petit »…
- Le gras n'est utilisé que pour surligner le titre de l'article dans l'introduction, une seule fois.
- L'italique est rarement utilisé : mots en langue étrangère, titres d'œuvres, noms de bateaux, etc.
- Les citations ne sont pas en italique mais en corps de texte normal. Elles sont entourées par des guillemets français : « et ».
- Les listes à puces sont à éviter, des paragraphes rédigés étant largement préférés. Les tableaux sont à réserver à la présentation de données structurées (résultats, etc.).
- Les appels de note de bas de page (petits chiffres en exposant, introduits par l'outil «  Source ») sont à placer entre la fin de phrase et le point final[comme ça].
- Les liens internes (vers d'autres articles de Wikipédia) sont à choisir avec parcimonie. Créez des liens vers des articles approfondissant le sujet. Les termes génériques sans rapport avec le sujet sont à éviter, ainsi que les répétitions de liens vers un même terme.
- Les liens externes sont à placer uniquement dans une section « Liens externes », à la fin de l'article. Ces liens sont à choisir avec parcimonie suivant les règles définies. Si un lien sert de source à l'article, son insertion dans le texte est à faire par les notes de bas de page.
- La présentation des références doit suivre les conventions bibliographiques. Il est recommandé d'utiliser les modèles {{Ouvrage}}, {{Chapitre}}, {{Article}}, {{Lien web}} et/ou {{Bibliographie}}. Le mode d'édition visuel peut mettre en forme automatiquement les références.
- Insérer une infobox (cadre d'informations à droite) n'est pas obligatoire pour parachever la mise en page.

Pour une aide détaillée, merci de consulter Aide:Wikification.
Si vous pensez que ces points ont été résolus, vous pouvez retirer ce bandeau et améliorer la mise en forme d'un autre article.
 (décembre 2023).
 (décembre 2023).
Jean-Luc Servino (né le 21 novembre 1989) est un réalisateur, écrivain, scénariste et directeur de la photographie italien. Il est connu dans les circuits indépendants pour ses courts métrages. Il a remporté le Culver City Film Festival ainsi que le Festival international du film d'Eurasie pour le meilleur réalisateur et les Los Angeles Film Awards pour le meilleur directeur de la photographie.

## Biographie
Né à Naples le 21 novembre 1989. Il a étudié le cinéma à la London Film Academy et à l'American Film Institute . Il a commencé à tourner des courts métrages en 2014 (remportant le web prix au OnAir Festival Sorrento lors de sa première participation à un festival de cinéma).
Il porte son attention sur les questions sociales et remporte un prix humanitaire en 2016. La même année, il publie son premier livre : La Visione di Ben,,. En 2017, il a remporté le prix régional de la meilleure comédie musicale pour une production mêlant cinéma et théâtre.
Il commence à participer à des festivals internationaux de films avec Zackary (2017), Whiskey For Robinson (2018)] et Dear Gaia (2019), recevant plusieurs distinctions,.
En 2018 il recrute une cinquantaine d'artistes indépendants pour réaliser une web-série intitulée Edge qui a gagné le titre de  meilleure web-série dans Sezze.
En 2021, il sort le court métrage  Letter from Professor V et le projet expérimental How About. Letter from Professor V a été projetée à Rome à l'occasion d'une journée commémorative à Pier Paolo Pasolini.
En 2022, sort le court métrage noir ' Goodnight Mister Johnson. I fell in love with a Balloon, et il remporte le meilleur "MicroShort International" à Hollywood.
En 2023, avec le court métrage muet We Will Laugh Again, il gagne le prix du meilleur réalisateur et du meilleur court métrage européen à New York.
Son propre style est comme un mélange de nouvelle vague française, de néoréalisme italien et d'existentialisme russe.

## Filmographie
Courts métrages
- 2017 : Zackary
- 2018 :   Whiskey for Robinson
- 2018 :  I Fell in love with a Balloon
- 2019 :   Dear Gaia]
- 2021 :  Lettera dal professor V
- 2022 / Goodnight Mister Johnson
- 2023  E ci ridiamo un po' su!

## Publications
- 2016 : La visione di Ben.